# Idioma canichana
El canichana es una lengua indígena, genéticamente no clasificada, de la Amazonía boliviana, que hoy se encuentra probablemente extinta. Los canichanas están asentados principalmente en la comunidad de San Pedro Nuevo, localizada en el municipio de San Javier, provincia de Cercado, en el departamento del Beni. 
Desde la promulgación del decreto supremo N.º 25894 el 11 de septiembre de 2000 el canichana es una de las lenguas indígenas oficiales de Bolivia, lo que fue incluido en la Constitución Política al ser promulgada el 7 de febrero de 2009.

## Situación actual
El territorio canichana forma parte de la región históricamente conocida como Moxos (o Mojos), que cubre aproximadamente 200.000 kilómetros cuadrados de lo que hoy es el departamento del Beni. Según los datos proporcionados en Crevels y Muysken (2009:15), basados en el censo de 2001, la población canichana ascendía por aquel entonces a 404 miembros. Durante la investigación realizada por Crevels entre 1999 y 2001, la autora sólo pudo encontrar a tres ancianos que aún recordaban algunas palabras y frases sueltas en canichana (Crevels, 2012). En cuanto al grupo étnico, Crevels (2012) señala que los canichanas se dedican sobre todo a la agricultura, siendo sus productos agrícolas principales la yuca, el maíz, el arroz, el frijol y el plátano. Una parte de la cosecha va destinada al autoconsumo y la otra a la venta local. La caza, la pesca y la recolección son actividades tradicionales complementarias, aparte de la venta de su mano de obra como peones en las estancias.

## Aspectos históricos
Como se indica en Crevels (2012), en 1693 el P. Augustín Zapata incursionó por primera vez en el territorio de los canichanas, que se decía era una tierra salvaje e inhóspita. En 1695, los miembros de la etnia canichana, lejos de ser un grupo feroz y beligerante, se reunieron todos en las orillas del Mamoré con el deseo de construir una misión grande. En 1696, el P. Lorenzo Legarda hizo ese deseo realidad al fundar la Misión de San Pedro con 1.200 canichanas. La misión fue trasladada dos veces por inundaciones, epidemias de viruela e incendios, hasta ubicarse a finales del siglo XVII en su lugar actual. Debido a su posición central, esta misión llegó a ser la más próspera de todas las misiones jesuitas. Sin embargo, a raíz de la expulsión de los jesuitas de Moxos entre 1767 y 1769, la misión declinó rápidamente y muchos canichanas volvieron a dispersarse por la selva. Durante la república, San Pedro y las demás comunidades canichanas formaron parte inicialmente de la gran provincia de Moxos del departamento de Santa Cruz. Más adelante, en 1842, se creó el departamento del Beni, al cual dichas comunidades siguen perteneciendo en la actualidad.

## Clasificación genética
Como señala Crevels (2012), a pesar de todas las propuestas tentativas para clasificar el canichana genéticamente (véase p. ej. Markham, 1910; Pauly, 1928; Tovar & Larrucea de Tovar, 1984; Greenberg, 1987), la lengua sigue siendo considerada hasta hoy como una lengua aislada o, más aún, como una lengua no clasificada.

## Esbozo gramatical

### Fonología
Crevels (2012) propone, de manera tentativa, el siguiente sistema de fonemas vocálicos (cuadro 1) y consonánticos (cuadro 2):

|        | Anteriores | Centrales | Posteriores |
| Altas  | i          |           | u           |
| Medias | e          |           | o           |
| Bajas  |            | a         |             |

|              |              | Bilabiales | Bilabiales | Alveolares | Alveolares | Postalveolares | Postalveolares | Palatales | Palatales | Velares | Velares | Glotales | Glotales |
| Sonorización | Sonorización | -          | +          | -          | +          | -              | +              | -         | +         | -       | +       | -        | +        |
| Oclusivas    | simples      | p          | b          | t          | d          |                |                |           |           | k       | g       | ʔ        |          |
| Oclusivas    | eyectivas    | (p')       |            | (t')       |            |                |                |           |           | (k')    |         |          |          |
| Africadas    | simples      |            |            | t͡s         |            | t͡ʃ             |                |           |           |         |         |          |          |
| Africadas    | eyectivas    |            |            |            |            | (t͡ʃ')          |                |           |           |         |         |          |          |
| Fricativas   | simples      |            |            | s          |            | ʃ              |                |           |           |         |         | h        |          |
| Fricativas   | lateral      |            |            | ɫ          |            |                |                |           |           |         |         |          |          |
| Nasales      |              |            | m          |            | n          |                |                |           |           |         |         |          |          |
| Líquidas     | laterales    |            |            |            | l          |                |                |           | ʎ         |         |         |          |          |
| Líquidas     | vibrante     |            |            |            | r          |                |                |           |           |         |         |          |          |
| Semivocales  |              |            | w          |            |            |                |                |           | j         |         |         |          |          |

### Morfología
En cuanto a la morfología del canichana, se puede señalar lo siguiente (Crevels, 2012): 
- En lo que respecta a la morfología nominal, los sustantivos no humanos parecen llevar el sufijo -ni, que probablemente indica la forma no poseída del sustantivo. Considere, por ejemplo, los sustantivos ni-chi ‘humo’, ni-chuku ‘fuego’ y ni-platsu ‘flor’. Cabe resaltar que algunos adjetivos también llevan el prefijo -ni, como p.ej. ni’-tatila ‘canino’, nĩ’-bla'su ‘chico, pequeño’. Los sustantivo que no llevan este prefijo son, por ejemplo, aquellos que refieren a términos de parentesco y partes del cuerpo, los cuales son siempre sustantivos inalienables que llevan un prefijo personal; considere, por ejemplo, los sustantivos eu-tana ‘mi madre’ y eu-nimara ‘mi corazón’. En lo que respecta al número, el plural se expresa a través del sufijo -na, p.ej. santo-na 'santos'.
- En cuanto a la morfología verbal, sólo se puede constatar que los argumentos principales S y A de la primera y segunda persona son marcados obligatoriamente en el verbo. Los prefijos personales S/A parecen ser derivados de los pronombres personales libres y también pueden aparecer en sustantivos como marcadores posesivos, como se observa en (1).

| (1) | Eu-tarpa                                                       | eu-ja-tissi   | Dios |
|     | 1SG-amar                                                       | 1SG-HON-padre | Dios |
|     | ‘Amo a Dios.’ (Lit. ‘Amo a mi Padre Dios.’) (Cardús 1886: 317) |               |      |

- En cuanto a la negación, parece ser que esta no se marca en el predicado sino que sólo se expresa a través de la partícula negativa nihuas, la cual se antepone al predicado, como se observa en (2):

| (2) | Nihuas                                      | e-massota    | en-cophurúnue. |
|     | NEG                                         | 1SG-entender | 2SG-lengua     |
|     | ‘No entiendo tu lengua.’ (Cardús 1886: 317) |              |                |

### Sintaxis
En cuanto a las características sintácticas del canichana, se puede señalar lo siguiente (Crevels, 2012):
- Así como en las lenguas vecinas, parece ser que el único elemento obligatorio en la cláusula canichana es el predicado, que generalmente precede al sujeto y los complementos, como se observa en (3):

| (3) | V                     | O               |
|     | E-massota             | en-copphurúnue. |
|     | 1SG-entender          | 2SG-lengua      |
|     | ‘Entiendo tu lengua.’ |                 |

- Los pronombres interrogativos siempre parecen figurar en posición inicial de la frase, como se observa en (4):

| (4) | ¿Lava          | an-ja-chi? |
|     | dónde          | 2SG-ir-*   |
|     | ‘¿Adónde vas?’ |            |

- En la frase nominal, los adjetivos aparentemente siguen al sustantivo núcleo, como se observa en (5):

| (5) | nérahua                             | mátihi |
|     | plátano                             | maduro |
|     | ‘plátano maduro’ (Nordenskiöld s/f) |        |

## Vocabulario
Loukotka (1968) proporcionó la siguiente lista de vocabulario para el canichana.
| GLOSA    | Canichana  |
| -------- | ---------- |
| 'uno'    | mereka     |
| 'dos'    | kadita     |
| 'tres'   | kaʔarxata  |
| 'diente' | eu-kuti    |
| 'lengua' | au-cháva   |
| 'mano'   | eu-tixle   |
| 'mujer'  | ikegahui   |
| 'agua'   | nese       |
| 'fuego'  | nichuku    |
| 'luna'   | nimilaku   |
| 'maíz'   | ni-chuxú   |
| 'jaguar' | ni-xolani  |
| 'casa'   | ni-tikoxle |